# Clorindo Testa (película de 2023)
Clorindo Testa es una película de documental argentina de 2023 dirigida por Mariano Llinás.
La película fue seleccionada para competir en la sección oficial a la mejor película de la Competencia Argentina en la 24° edición del Buenos Aires Festival Internacional de Cine Independiente.

## Sinopsis
Por más que su título lo sugiera, la película no es un documental sobre Clorindo Testa, sino que gira alrededor del libro que escribió el padre del director (Julio Llinás) a propósito de Testa.

## Premios y nominaciones
| Premio/Festival de Cine                                   | Fecha del evento                 | Categoría                            | Nominado       | Resultado | Ref.  |
| --------------------------------------------------------- | -------------------------------- | ------------------------------------ | -------------- | --------- | ----- |
| Buenos Aires Festival Internacional de Cine Independiente | 19 de abril al 1 de mayo de 2023 | Competencia argentina Mejor película | Clorindo Testa | Pendiente | [ 4 ] |